# Alessandra Santos de Oliveira
Alessandra Santos de Oliveira, née le 2 décembre 1973 à São Paulo, est une joueuse brésilienne de basket-ball.

## Clubs
- ? - ? :  BCN/Piracicaba
- ? - ? :  Perdigão/Divino
- ? - ? :  Unimed/Araçatuba
- ? - ? :  Unimep/Piracicaba
- ? - ? :  Ponte Preta
- ? - ? :  Seara/Americana
- ? - ? :  Data Control/Americana
- ? - ? :  Messina
- 1998 - 2001 :  Pool Comense 1872
- 2001 - 2002 :  MBK Ružomberok
- ? - ? :  Woori Bank Hansae (WKBL)
- 2003 :  MKB Euroleasing Sopron
- ? - ? :  Basket Femminile Venezia Reyer
- ? - ? :  Ros Casares Velencia
- ? - ? :  Basket Spezia Club
- 2008-2009 :  Bourges Basket

### Ligues d'été
- 1998, 1999 :  Washington Mystics (WNBA)
- 2000 :  Indiana Fever (WNBA)
- 2001 :  Seattle Storm (WNBA)

## Palmarès

### Club
- Vainqueur de la Coupe d'Italie 1998
- Championnay pauliste 1994

### Jeux olympiques d'été
- Jeux olympiques de 2004 à Athènes, Grèce
  - 4e
- Jeux olympiques de 2000 à Sydney, Australie
  -  Médaille de bronze
- Jeux olympiques de 1996 à Atlanta, États-Unis
  -  Médaille d'argent

### Championnat du monde de basket-ball féminin
- Championnats du monde 2006 au  Brésil
  - 4e
- Championnats du monde 2002 en  Chine
  - 7e
- Championnats du monde 1998 en  Allemagne
  - 4e
- Championnats du monde 1994 en  Australie
  -  Médaille d'or

### Jeux panaméricains
- Jeux panaméricains 2003 en  République dominicaine
  -  Médaille de bronze

### Championnats des Amériques
- Championnats des Amériques 2003,  Mexique
  -  Médaille d'or
- Championnats des Amériques 1999 à La Havane,  Cuba
  -  Médaille d'argent
- Championnats des Amériques 1997,  Brésil
  -  Médaille d'or
- Championnats des Amériques 1993,  Brésil
  -  Médaille d'argent

### Championnat d'Amérique du Sud de basket-ball
- Championnats d'Amérique du Sud 1999 au  Brésil
  -  Médaille d'or
- Championnats d'Amérique du Sud 1997 au  Chili
  -  Médaille d'or
- Championnats d'Amérique du Sud 1993 en  Bolivie
  -  Médaille d'or